# Traianus
Marcus Ulpius Traianus (18. září 53 v Italice poblíž dnešní Sevilly – 9. srpna 117 v Selinúntu), obvykle známý jako Traianus (česky Traján), byl římský císař od roku 98 až do své smrti v roce 117. Mezi adoptivními císaři panoval jako druhý v pořadí.
Narodil se v Hispánii a za Domitiana sloužil jako generál v římském vojsku, přičemž se podílel na potlačení povstání Antonia Saturnina v roce 89. Po Domitianově zavraždění v roce 96 přešla vláda podle usnesení římského senátu na Marca Cocceia Nervu, jenž se mezi vojáky netěšil valné popularitě. Po nejistém a bouřlivém prvním roce své vlády, kdy došlo ke vzpouře pretoriánské gardy, byl Nerva přinucen adoptovat Traiana, čímž ho ustavil svým dědicem a nástupcem. Po Nervově smrti 27. ledna 98 se Traianus chopil moci.
V oblasti civilní správy proslul Traianus svým rozsáhlým veřejným stavebním programem, jímž přetvořil Řím, když nechal vybudovat řadu rozmanitých pamětihodností jako Trajánovo fórum nebo Trajánův sloup. Svých největších úspěchů se však Traianus domohl jako vojevůdce. V roce 101 podnikl trestnou výpravu proti dáckému králi Decebalovi. V následujícím roce porazil jeho vojsko v bitvě u Tapae a do roku 106 si Dácii zcela podmanil. Poté se zaměřil na východ a anektoval království Nabatejců, jež bylo přeměněno v provincii Arabia Petraea. V roce 113 se vypravil proti parthské říši a v průběhu několika let postoupil až k Perskému zálivu. Římská říše tím dosáhla svého nejzazšího rozsahu, jelikož se rozprostírala od hranic Skotska až po Perský záliv. Při tažení ale Traianus onemocněl a v roce 117, zatímco se vracel do Říma, v Kilíkii zemřel. Senát ho pak prohlásil za boha a jeho ostatky byly uloženy pod Trajánův sloup. Do historie se Traianus zapsal jako císař s výjimečně dobrou reputací.

## Život

### Původ a kariéra
Traianus byl prvním římským císařem nepocházejícím z Itálie, neboť patřil k potomkům italických kolonistů, kteří se koncem 3. století př. n. l. usadili v Hispánii. Kořeny jeho rodu byly patrně spjaty s umbrijským městem Tuder (dnešní Todi), ačkoli v současnosti se vyskytují názory, že Traianovi předkové byli hispánského původu. Traianovými rodiči byli Marcia, dcera příslušníka starobylého římského patricijského rodu, a Marcus Ulpius Traianus starší, bohatý velkostatkář, jenž byl jako první z rodu Ulpiů připuštěn do senátu. V šedesátých letech 1. století působil Traianus starší nejprve jako velitel legie pod Corbulonem a pod Vespasianem se zúčastnil první židovské války jako legát legio X Fretensis. Během tzv. roku čtyř císařů po Neronově smrti podporoval Traianus starší Vespasiana, za což byl v roce 70 odměněn konzulátem. O tři roky později byl jmenován správcem Sýrie, významné provincie střežící římské východní hranice proti vpádům Parthů, úhlavních nepřátel Římanů. V roce 79 nebo 80 se stal prokonzulem Asie.
Traianus se narodil 18. září 53 v římské kolonii Italice (poblíž Sevilly) v provincii Hispania Baetica. Po dosažení dospělosti prodělal obvyklou kariéru římského senátora. V polovině sedmdesátých let sloužil jako vojenský tribun, přičemž byl v Sýrii podřízen svému otci. Potom byl oženěn s asi o deset let mladší Pompeiou Plotinou, dcerou pozemkového magnáta z města Nemausus (Nîmes), čímž navázal kontakt s galskou aristokracií. V roce 78 byl učiněn quaestorem a v roce 84 vykonával úřad praetora. Dva roky nato byl Traianus ustaven jedním z poručníků nezletilého Publia Aelia Hadriana, syna svého bratrance. Následně byl vybrán za legáta legio VII Gemina, umístěné v Hispanii Tarraconensis. V roce 89 vyrazil odtud k Rýnu, aby se podílel na potlačení Antonia Saturnina, který povstal v Moguntiacu (Mohuč) proti císaři Domitianovi. V dalších letech setrvával Traianus na Rýně a Dunaji a účastnil se Domitianových válek proti barbarům sídlícím za těmito řekami. V roce 91 zastával svůj první konzulát a zhruba v téže době přivedl do Říma stavitele Apollodóra z Damašku. Kromě úřadu konzula mu byla svěřena správa Dolní Moesie, jež představovala obrannou linii proti výbojnému dáckému králi Decebalovi. Nedlouho poté mu Domitianus udělil velení nad nedávno zpacifikovanými legiemi v Horní Germánii.
Mezi vojáky požíval Domitianus značné obliby, ovšem jeho despotické chování vůči senátu vedlo ke vzniku spiknutí, které se mu v září 96 stalo osudným. Po jeho zavraždění vybrali senátoři za císaře starého a ctihodného Marca Cocceia Nervu. Bezdětný Nerva si sice počínal jako zdatný administrátor, na druhou stranu postrádal podporu armády, což činilo jeho postavení velice labilním. V říjnu 97 došlo ke vzpouře pretoriánské gardy, při níž byl Nerva pretoriány zajat jako rukojmí a byl donucen vydat vzbouřencům Domitianovy vrahy, jimž vděčil za trůn. Za těchto nejistých okolností přikročil Nerva k prohlášení Traiana, tehdy jednoho z nejdůležitějších vojenských velitelů, za svého adoptivního syna a nástupce, a tím si zabezpečil náklonnost legií. Někteří historikové se domnívají, že Nerva byl k tomuto kroku přinucen skupinou senátorů, obávajících se případného mocenského boje podobného tomu, jaký nastal po Neronově smrti. Podle Historie Augusty doručil Traianovi zprávu o adopci do jeho hlavního stanu v Horní Germánii Hadrianus.

### Získání vlády

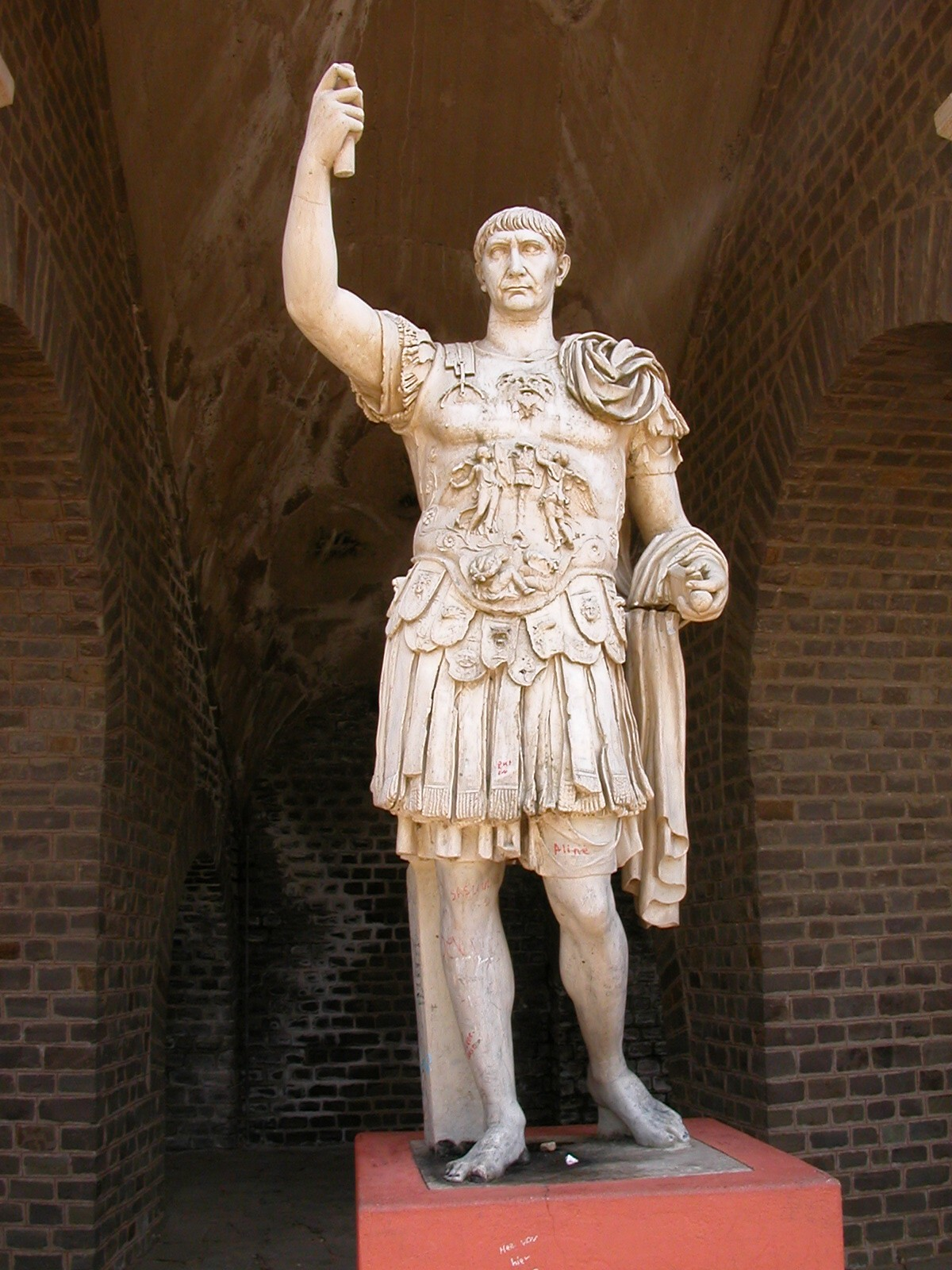
Traianova socha v Xantenu

Sotva několik měsíců po své adopci byl Traianus v únoru 98 zpraven o Nervově smrti. Všeobecně uznávaný vojevůdce se pak bez vážnějších potíží ujal vlády nad římskou říší. Nerva byl oficiálně zařazen mezi bohy a jeho jméno zahrnul Traianus do své titulatury. K překvapení všech však nový císař neodcestoval ihned do Říma, nýbrž se rozhodl zůstat v germánských provinciích, aby uspořádal tamní záležitosti a obnovil disciplínu legií. Při té příležitosti potvrdil předchozí Domitianova opatření týkající se zřízení dvou provincií, zahájení výstavby pohraničního limitu a rozložení vojenských posádek. V souladu s tím dal vybudovat silnici mezi městy Moguntiacum a Augusta Vindelicorum (Augsburg). Do hodnosti správce Horní Germánie Traianus jmenoval svého přítele Lucia Julia Ursa Serviana. Současně Lucia Licinia Suru pověřil toutéž funkcí v Dolní Germánii. Oba tito muži později osvědčili svoji loajalitu vůči Traianovi a byli oporou jeho vládě. Záhy po svém nástupu na trůn si k sobě dal povolat pretoriánského prefekta, jenž sehrál ústřední roli při vzpouře proti Nervovi, a nechal ho popravit. Eliminováním tohoto potenciálně nebezpečného soupeře konsolidoval Traianus svoji moc. Pretoriánskou gardu doplnil o elitní oddíl kavalerie, nazývaný equites singulares, který byl tvořen germánskými a panonskými jezdci a sloužil jako osobní tělesná stráž císaře. Traianus také reorganizoval frumentarii, vojenský útvar pověřený obstaráváním proviantu, ve výzvědnou síť agentů.
Poté, co navštívil Panonii a Moesii, vstoupil Traianus na podzim 99 poprvé jako císař do Říma. Římský lid uvítal nového vládce s obrovským nadšením, zvlášť když Traianus rozdělil mezi nejchudší obyvatele města takřka padesát milionů sesterciů. Řada lidí nespravedlivě uvězněných za Domitiana byla propuštěna na svobodu a zároveň byl svým vlastníkům vrácen majetek zkonfiskovaný Domitianem. Slibný počátek Traianova panování, tolik odlišný od Domitianovy krutosti a podezřívavosti, vysloužil Traianovi velkou popularitu. Lid ho proto nazýval optimus („nejlepší“) a toto slovo se brzy začalo objevovat jako součást jeho titulu, třebaže teprve v roce 114 mu bylo přiřčeno usnesením senátu. Traianova politika v zásadě navazovala na Domitianovu, neboť stejně jako Domitianus mohl rozhodovat o životě a smrti každého jednotlivce, nicméně jeho přívětivá povaha a vážnost, již prokazoval senátorům, mu získala jejich přízeň. S každým senátorem se prý osobně pozdravil a před oběma konzuly slíbil, že nebude jednat v rozporu se zájmy republiky, čímž se formálně přihlásil k Nervovu závazku nepopravit žádného člena senátu bez soudu.
Protože senátoři očekávali příjezd Traiana, jehož vnímali spíše jako vojáka než jako civilistu, s určitým napětím, císařovo vlídné vystupování jim přineslo citelnou úlevu. Gesty zdánlivé rovnoprávnosti Traianus vyzdvihoval ideologické postavení senátu jako vůdčí instituce ve státě a svoji pozici „prvního mezi rovnými“ (primus inter pares). Plinius mladší se tedy mohl obdivovat císaři, jehož považoval za „jednoho z nás“ a o němž se domníval, že se nebude vyvyšovat nad zákony (non est princeps supra leges, sed leges supra principes). Traianus dále stvrdil staré výsady senátu a zrušil zákon o urážce majestátu. Jeho vláda byla tudíž senátem přijímána velmi příznivě, o čemž vypovídá i dochovaná Pliniova chvalořeč na Traiana, sepsaná v roce 100. Plinius byl o několik let později vyslán Traianem do maloasijské provincie Bithynia et Pontus a s císařem udržoval čilou korespondenci, z níž je dobře patrné, že smysl pro spravedlnost a laskavé chování představovaly hlavní rysy císařovy povahy.

### Dácké války

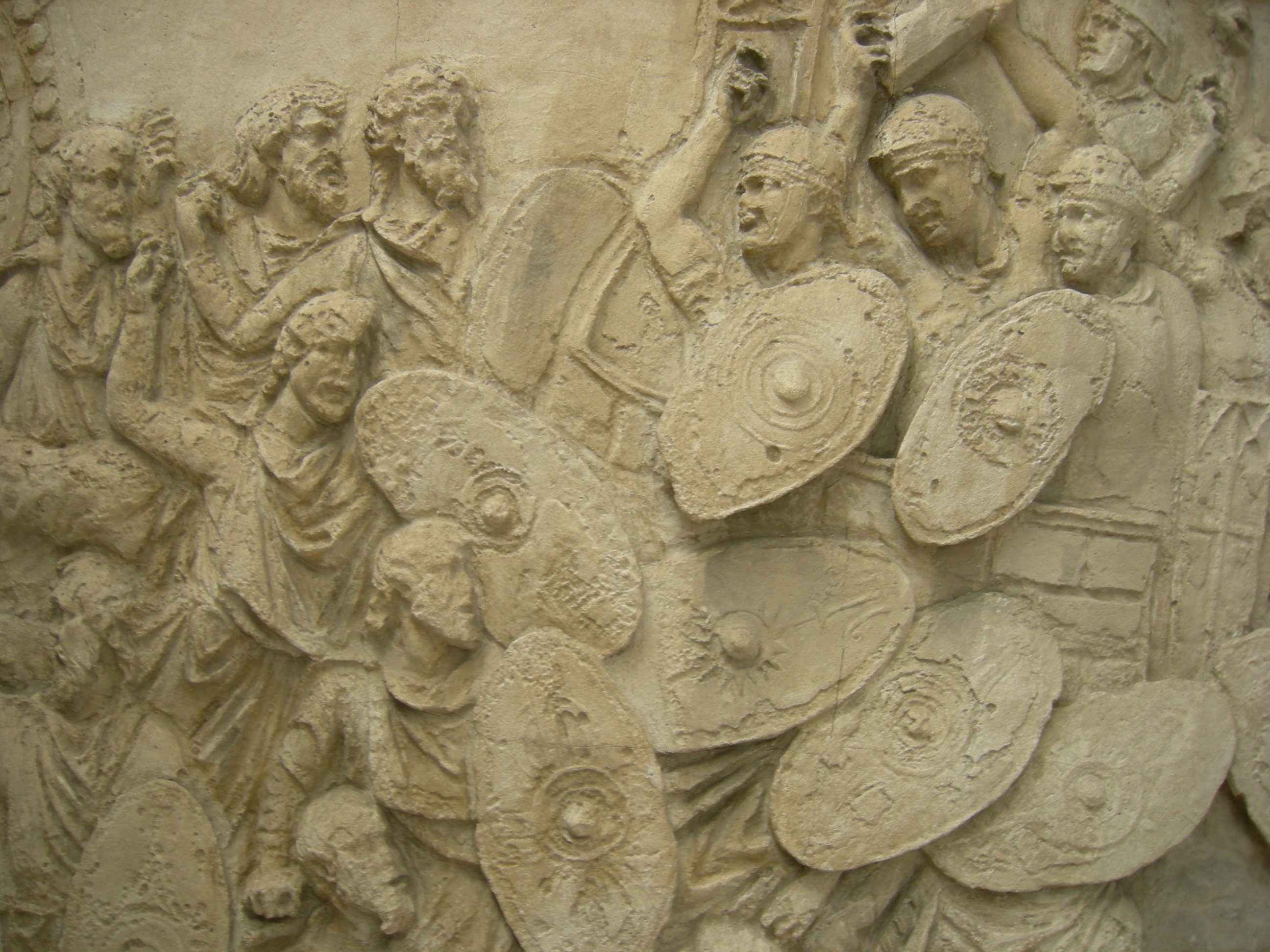
Bitva mezi Dáky a Římany, výjev z Trajánova sloupu

Během své inspekční cesty po dunajské hranici impéria v letech 98 a 99 byl Traianus podrobně informován o situaci v Dácii, hornaté zemi rozkládající se na sever od středního toku Dunaje. Tamní kmeny pronikaly už za Domitiana na římské území a v letech 87 a 88 proti nim Římané podnikli dvě odvetná tažení, v nichž ale nedosáhli přesvědčivého vítězství. Ačkoli Domitianus uzavřel s dáckým králem Decebalem nepříliš výhodnou mírovou smlouvu, Dákové pokračovali ve svých nepřátelských aktivitách proti Římanům. Decebalus ještě upevnil svou vládu, v čemž mu pomohla rozsáhlá naleziště zlata a stříbra objevená v Dácii. Traianus se rozhodl předejít hrozícím problémům zničením Decebalova království dříve, než Dákové obnoví své vpády do římských provincií jižně od Dunaje. Před samotným zahájením vojenské konfrontace byla zdokonalena pohraniční opevnění a podél Dunaje byla vystavěna silnice, po níž byly přisunuty legie a pomocné sbory (auxilia) z Germánie, Británie a jiných provincií. Celkový počet vojáků vyčleněných k tažení do Dácie činil kolem 100 000 mužů.
Na jaře 101 vyrazil Traianus z Říma a ve Viminaciu (Kostolac) zřídil svoji předsunutou základnu. Někdy mezi březnem a květnem Římané překročili Dunaj, načež porazili dácké vojsko v bitvě v průsmyku Tapae. Římané ovšem utrpěli v tomto střetnutí citelné ztráty a před příchodem zimních měsíců se stáhli zpět na jih. Decebalus využil římského ústupu a přes zamrzlý Dunaj zaútočil do Moesie, odkud byl ale vypuzen. V roce 102 se Traianus opět chopil iniciativy a s vojskem rozděleným do dvou kolon vpadl do nitra Dácie. Decebalus byl nucen roztříštit své síly, nicméně nebyl schopen zastavit římské legie blížící se k Sarmizegetuse, dáckému hlavnímu městu, takže požádal o mír. Podle pokořujících podmínek byl Decebalus nucen svolit s odstoupením Římany zabraného území, srovnat se zemí dácké pevnosti, upustit od jakékoli diplomatické aktivity bez souhlasu senátu a akceptovat římskou posádku v Sarmizegetuse. Musel rovněž slíbit Traianovi poslušnost, a stal se tak římským klientem. Nato se Traianus odebral do Říma, kde mu byl udělen titul Dacicus.

Území Dácie podrobené Římany

Vratký mír nevydržel příliš dlouho, protože v roce 105 se Decebalus pokusil vzbouřit sousední kmeny proti Římanům a opětovně napadl římské území. Traianus shromáždil mocné vojsko sestávající z jedenácti legií, s nimiž na jaře 106 přešel do Dácie přes kamenný most navržený Apollodórem z Damašku. Následovalo krátké, avšak velice kruté střetnutí, při němž římští vojáci dobyli Sarmizegetusu, již poté vyplenili a srovnali se zemí. Prchající Decebalus spáchal sebevraždu, čímž se vyhnul pokořujícímu zajetí. Na podmaněném území byla zřízena provincie, jejímž střediskem bylo ustaveno nově založené město, pojmenované Colonia Ulpia Traiana Sarmizegetusa. Dákové přeživší válečné běsnění byli buď zmasakrováni, nebo prodáni do otroctví, zatímco vylidněné území Dácie bylo osídleno kolonisty z různých části impéria. Traianus oslavil v Římě kolosální triumf, při němž byly uspořádány velkolepé gladiátorské hry, trvající 123 dní. Římané se v závěru tažení zmocnili královského pokladu, tvořeného téměř 200 tunami zlata a více než 300 tunami stříbra. Toto neskutečně ohromné bohatství umožnilo Traianovi financovat nákladný stavební program, v jehož rámci byl v Římě vybudován Trajánův sloup, znázorňující průběh obou dáckých válek. V roce 109 byl pak v Adamclisi vztyčen monument Tropaeum Traiani, připomínající římské vítězství nad Dáky.

### Ovládnutí Nabateje
Po úspěšném završení dácké kampaně obrátil Traianus svoji pozornost do Orientu. V roce 106, krátce po podrobení Dácie, zemřel nabatejský král Rabbel II. Sótér. Nabatejští Arabové, jejichž království s centrem ve městě Petra sahalo od Sinaje a Negevu až k pouštím Hidžázu, dosáhli věhlasu jako zdatní obchodníci, dovážející kadidlo a myrhu z území nynějšího Ománu a koření z Indie. Z toho jim plynuly značné zisky, přestože byli nuceni platit vysoké clo Římanům. Zdá se, že Římané chtěli tento výnosný obchod získat celý pro sebe. Traianus tudíž využil královy smrti a prohlásil Nabateu za římskou provincii Arabii Petraeu (zhruba nynější Jordánsko a severozápad Saúdské Arábie). Aulus Cornelius Palma, správce Sýrie, vedl invazní vojsko, jež nenarazilo na žádný odpor ze strany místního obyvatelstva. Římané umístili v roce 107 jednu legii do města Bostra (Bosra) a v dalších letech byla vystavěna silnice Via Nova Traiana, poskytující snadný přístup do nitra provincie za účelem zdolání možného povstání.

### Tažení na východě

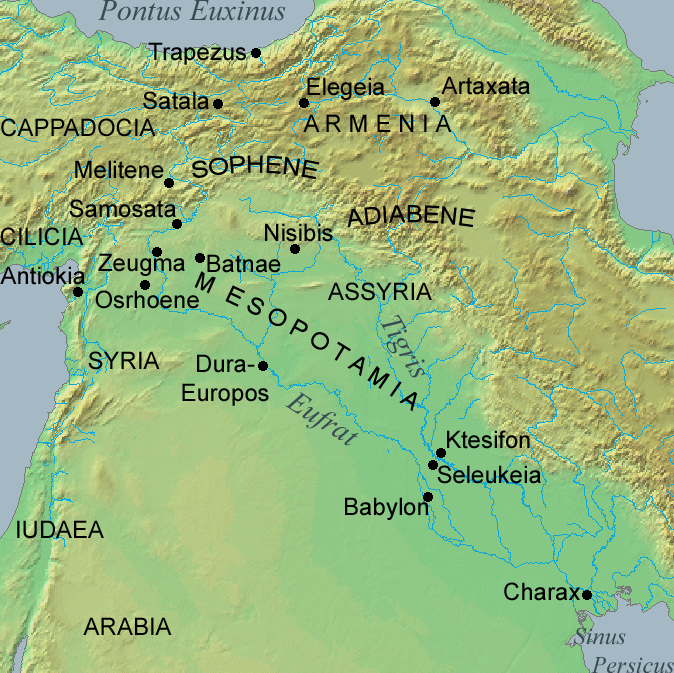
Mapa území dobytých Traianem na východě

Po ovládnutí Dácie se Traianus věnoval sedm let veskrze civilním záležitostem. Teprve v roce 113 zahájil přípravy na válku s Parthy, jejichž velkokrál Osroés dosadil bez svolení Římanů svého příbuzného na arménský královský trůn. Narušení římské sféry vlivu v Arménii, která byla od dob Nerona ovládána klienty Římanů, posloužilo Traianovi jako záminka k uskutečnění svého záměru, jímž bylo zničení parthské říše, nejvážnějšího protivníka římské moci na východě. Traianus zřejmě snil o napodobení Alexandrova dobyvatelského tažení, k čemuž mu mohla dopomoci probíhající občanská válka mezi Parthy. Koncem října 113 opustil císař Řím, odkud odcestoval přes Řecko do Antiochie, kde přezimoval. Při cestě ostentativně odmítl parthského vyslance, jenž mu přinášel jménem svého pána štědré dary a navrhoval diplomatické vyjednávání. V průběhu zimy dorazily do Sýrie četné posily. Před vlastním útokem proti Parthům zamířil Traianus na sever do Arménie a v dubnu 114 vytáhl směrem k Melitene (Malatya).
Poté, co se setkal s právě dorazivšími, čerstvými sbory z dunajské hranice, disponoval Traianus celkem sedmnácti legiemi. V čele takovéto ohromné vojenské síly rychle pronikl do Arménie, jejíž Parthy ustavený král Parthamasiris se mu v srpnu vzdal ve městě Arsamosata. Oproti všem očekáváním však Parthamasiris nebyl Traianem uznán za krále, nýbrž byl sesazen a brzy nato, údajně při pokusu o útěk, zabit. Traianus prohlásil arménský trůn za uprázdněný, takže mohl Arménii začlenit do římské říše. Po zbytek roku se Traianus zabýval konsolidací dobytého teritoria vysíláním detašovaných vojenských oddílů do různých částí Arménie. Okolní parthští vazalové a kavkazské kmeny se ihned poddali Římanům, čímž si Traianus zajistil území Albánie a Ibérie.
Na jaře 115 se Traianus vypravil z arménské vysočiny na jih, přičemž napadl Edessu, hlavní město Osroény, a parthskou pevnost Nisibis (Nusaybin). Osroés nedokázal ochránit svého arménského spojence a i nyní podnikl jen málo, aby zastavil pokračující Traianův postup. Pravděpodobný důvod královy nečinnosti představovala hrozba útoku ze strany jeho parthského protivníka Vologaisa III., kontrolujícího východní provincie říše. Nejvážnějším Traianovým soupeřem proto nebyl parthský král, ale vládce Adiabeny. Ten ustoupil na východ od řeky Tigris, neboť byl vystaven silnému tlaku Lusia Quieta, Traianova velitele jízdy. Po obsazení Nisibis Římany se vládcové Osroény a Kordueny podrobili Traianovi. Před koncem roku 115 se pak Traianus zmocnil měst Singary a Dúry Európos. Před začátkem zimy odjel do Antiochie, aby se zde přichystal na rozhodující úder proti Osroovi. Při svém pobytu v Antiochii oznámil Traianus zřízení provincií Arménie a Mezopotámie, za což ho senát obdařil čestným přízviskem Parthicus. V prosinci 115 došlo v Sýrii k zemětřesení, při němž si císař zachránil život skokem z okna hroutící se budovy. Ovšem ani tato neblahá událost Traiana neodradila od dobývání Parthie.

Územní rozsah římské říše na sklonku Traianovy vlády

V roce 116 se Traianus přesunul na východní břeh Tigridu, následně opanoval Ninive a Arbelu (Irbíl), středisko Adiabeny, a na nabytém území vytvořil provincii Asýrii. Poté se vydal na jih a bez boje okupoval Babylón. Římané potom postoupili ke Ktésifóntu, parthskému hlavnímu městu, jež po krátkém obléhání otevřelo své brány. Kromě Ktésifóntu padly do rukou Traiana také město Seleukie a Osroova dcera, zatímco poražený velkokrál vyhledal útočiště za pohořím Zagros na východě. Ve městě Dúra Európos, nalézajícím se při Eufratu, nechal Traianus vybudovat flotilu padesáti lodí, na nichž přepravil své muže po proudu řeky až do Perského zálivu. Traianus se v tomto okamžiku ocitl na vrcholu své moci, jelikož hranice římské říše byly jeho přičiněním posunuty na svoji nejzazší mez. Císař měl přesto podle Cassia Diona zalitovat, že pro svůj pokročilý věk nemůže táhnout dále na východ po stopách Alexandra.

### Neklid v říši
Třebaže válka s Parthy se vyvíjela velice příznivě, její vedení si vyžadovalo enormní finanční i lidské zdroje impéria. Téměř polovina římských legií se zapojila do tažení na východě. Zaneprázdněnosti římské armády využili Židé, zaujímající tradičně nepřátelský postoj vůči Římanům a podléhající od skončení první židovské války mimořádné dani (fiscus Judaicus). V roce 115 vypuklo židovské povstání v Kyrenaice, načež se rozšířilo do Egypta, kde zasáhlo Alexandrii s její početnou židovskou populací a Théby na jihu. Římské prameny se zmiňují o desítkách tisíc zmasakrovaných Řeků a Římanů, kteří v Kyréně padli za oběť vzbouřeným Židům. Navíc byl ochromen vývoz egyptského obilí, což zapříčinilo hlad mezi masami chudých obyvatel Říma. Traianus sice přikázal Quintu Marciu Turbonovi zdolat alexandrijské Židy, nicméně židovské povstání zanedlouho zachvátilo rovněž Kypr a postihlo patrně i Judeu. Teprve na podzim roku 117 se Lusiu Quietovi, jenž byl jmenován místodržitelem Judeje, podařilo rozdrtit vzpouru v Egyptě. Po nastolení pořádku na Kypru byli všichni Židé z ostrova vypuzeni a po dalších více než tisíc let jim bylo zakázáno se tu usazovat.
Bouřily se taktéž nedávno dobyté východní provincie, v čemž sehrála výraznou roli židovská diaspora v Mezopotámii. Revolta, narušující protažené zásobovací linie Římanů, se rozhořela nejvíce ve městech Seleukie, Nisibis a Edessa. Opakovaným římským útokům navíc odolávala dosud nepodrobená pevnost Hatra, jejímuž náročnému obléhání byl Traianus osobně přítomen. Římané byli nuceni stáhnout legie kvůli zabezpečení klidu ve svém týlu. Ačkoli všechna tato ohniska odporu, s výjimkou Hatry, byla obsazena a vypleněna, celá jižní Mezopotámie byla stále velmi nepokojná. Parthové mezitím přeskupili své síly a zahájili protiútoky do Arménie a Adiabeny, avšak nedostatek koordinace jim znemožnil vytěžit z římských obtíží jakoukoli výhodu. Proti Římanům se postavili také obyvatelé Palmýry, vnímající římskou kontrolu Mezopotámie jako ohrožení svého postavení obchodních prostředníků mezi oběma říšemi. Ve snaze stabilizovat poměry dosadil Traianus na trůn v Ktésifóntu Osroova syna Parthamaspata, situace Římanů ovšem zůstávala i nadále vážná.

### Vnitřní politika

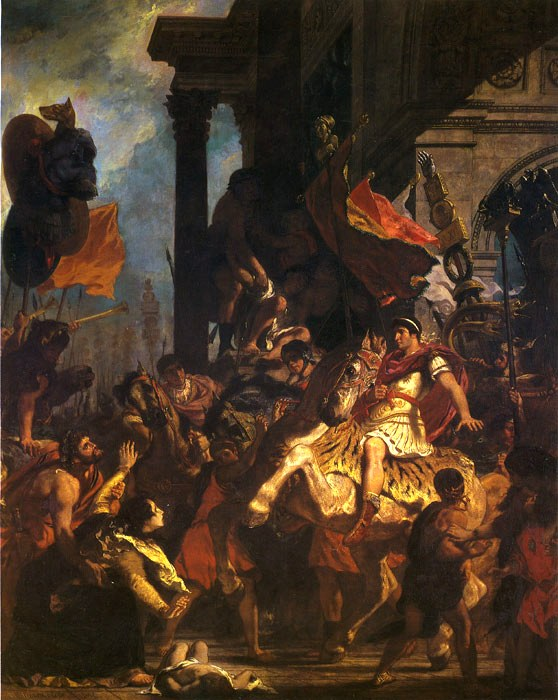
Trajánova spravedlnost, obraz od Eugèna Delacroix

Traianova politika se vyznačovala okázalým projevováním úcty a respektu senátorům, přičemž byla zdůrazňována vedoucí úloha senátu v duchu přetrvávajících republikánských tradic (res publica restituta) a zachovávání zvyků předků (mos maiorum). Díky dobrým vztahům se senátory byl princeps schopen prosazovat své cíle, aniž by musel vzdorovat vážnější opozici. Traianova moc tudíž nepramenila z jeho imperia, nýbrž spíše z jeho autority (auctoritas). Historik Tacitus se v Agricolově životopise zmiňuje o Nervou nastolené a Traianem upevněné slučitelnosti jedinovlády s osobní svobodou. Ať už Tacitus skutečně věřil v možnost souladu principátu a svobody, na počátku 2. století byla tato naděje zjevně vlastní valné části římské aristokracie. Traianus svým založením a činy přispěl k posílení tohoto očekávání, neboť mnoho senátorů odměnil vysokými hodnostmi či významně povýšil. Vedle toho zastával pouze šest konzulátů, čímž se zřetelně odlišil od svých flaviovských předchůdců. Některým svým přátelům, jako byl třeba Sextus Julius Frontinus, umožnil vykonávat tento úřad potřetí, což byla pocta, jaké se za trvání principátu dostalo jen několika málo lidem. Senát však pro Traiana znamenal hlavně důležitý zdroj kompetentních a čestných jedinců schopných pomoci mu se správou státu a s velením. Vzájemná spolupráce byla proto žádoucí z čistě pragmatických důvodů. O tom, komu náleží faktická moc ve státě, navíc nemohlo být nejmenších pochyb. Dobře to ilustruje situace, kdy bylo rozhodnuto o vyražení mincí znázorňujících senát jako ochránce říše. Traianus dal tyto mince ihned stáhnout z oběhu, protože pouze princeps zodpovídal za věčné trvání pořádku a míru.
Traianus nekladl důraz jen na udržování výtečných styků se senátory, jelikož mezi císařskými rádci vzrůstal vliv jezdců na úkor propuštěnců. Především ale nově definoval samotné zásady principátu a vědomě se distancoval od Domitianovy tyranie. Dosavadní vzory principových ideálních ctností, jimiž byly clementia (dobrotivost), iustitia (spravedlnost), pietas (zbožnost) a virtus (zdatnost), byly doplněny o moderatio (umírněnost), comitas (přívětivost), temperantia (sebeovládání), mansuetudo (dobromyslnost), humanitas (lidskost) a obzvláště civilitas (občanskost). Dále nechal provést zásadní inovaci administrativy, když ustavil curatores. Tito úředníci, reprezentující centrální vládu, převzali kontrolu nad finančním hospodařením měst v Itálii a provinciích. Funkci curatora vykonával v Bithýnii i Plinius mladší, jenž se prostřednictvím dopisů radil s císařem o vhodném postupu vůči tamním křesťanům.
Římskému lidu vycházel Traianus vstříc péčí o bezvadné fungování rozdílení obilí (annona), jež reorganizoval a zvýšil počet jeho příjemců, a konáním nákladných her. Satirik Juvenalis, císařův současník, v jednom ze svých nejznámějších výroků bědoval nad tím, že římským občanům, jakmile se jednou stali pány světa, postačí ke spokojenosti pouze „chléb a hry“ (panem et circenses). Traianus propracoval Nervou zavedené podpory pro osiřelé a chudé děti (alimenta). Peněžní prostředky nezbytné k zajištění tohoto systému byly opatřeny z dácké kořisti a později byly hrazeny z příjmů ze speciálních dávek poskytovaných velkostatkáři. V důsledku své štědrosti při udílení donativů při nástupu na trůn byl Traianus v roce 99 nucen devalvovat aureus, římskou zlatou minci, snížením jejího obsahu zlata o 5 %.
Senátorům bylo stanoveno, aby třetinu svého bohatství vložili do italských pozemků. Traianus chtěl tak senátory přimět k užšímu propojení svých zájmů s centrem říše, protože právě v tomto období vzrůstal počet členů senátu neitalského původu. Císař dbal rovněž o usazování vysloužilých legionářů v Itálii. Tato „obnova Itálie“ (restitutio Italiae) byla připomínána i na tehdejších mincích. Před rozhodujícím střetnutím s Decebalem dal Traianus odvést dvě nové legie, hrdě pojmenované legio II Traiana a legio XXX Ulpia, jejichž vojáci pocházeli výhradně z řad Italů. Tím zvýšil celkový počet římských legií na třicet, takže na počátku 2. století disponovali Římané téměř 400 000 vojáky, z nichž 180 000 tvořili legionáři a zhruba 200 000 připadalo na pomocné sbory. V římských službách působilo ještě asi 11 000 spojenců v nepravidelných oddílech.

### Stavební činnost

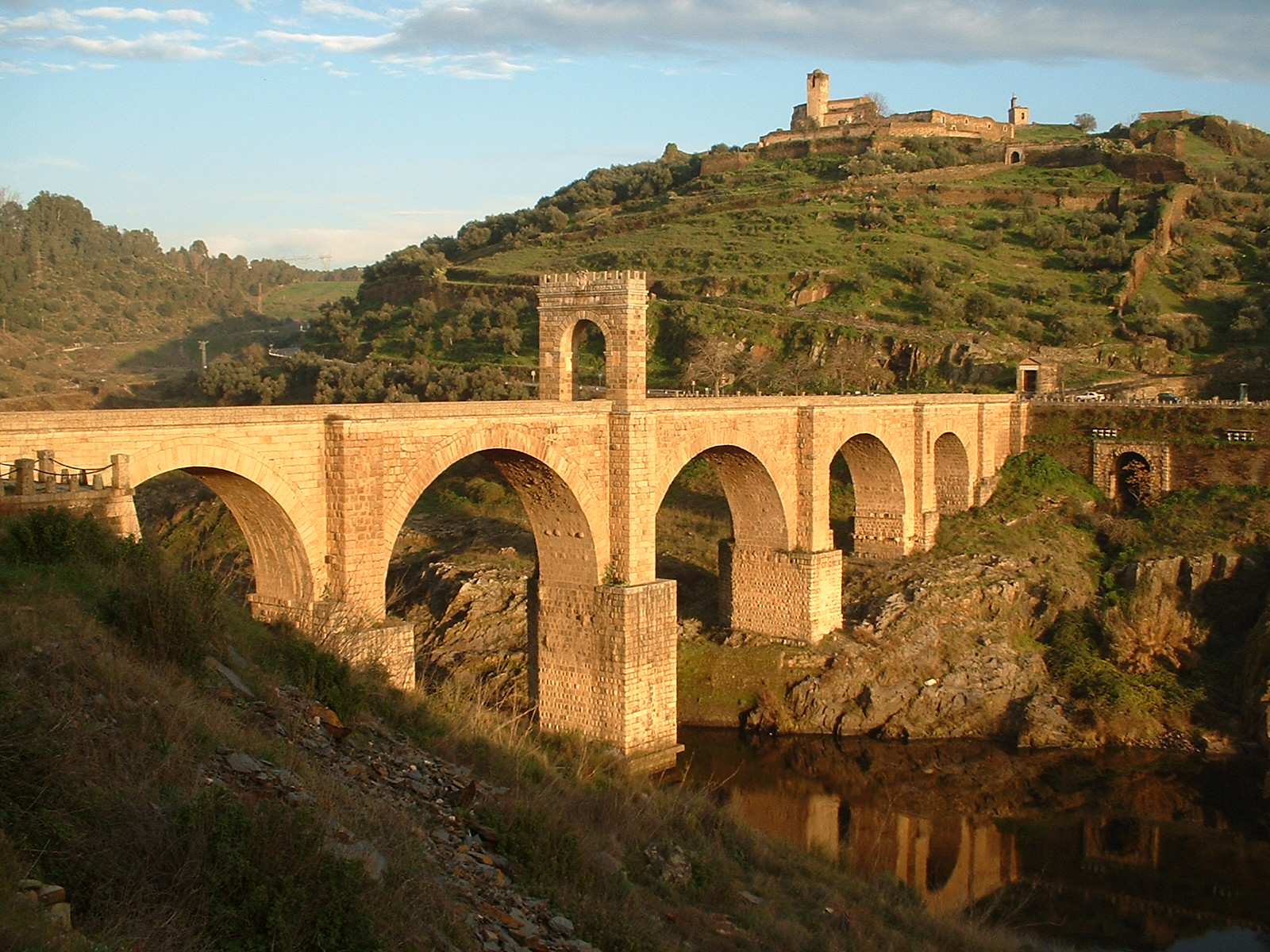
Most v Alcántaře

Traianus se pustil do rozsáhlého veřejného stavebního programu, který měl výrazný dopad na infrastrukturu Říma, Itálie a provincií. Dal budovat silnice, mosty, akvadukty, přístavy, veřejné stavby a inicioval také rekultivaci rozlehlých pustin. Impozantní důkazy jeho činnosti se dosud nalézají na Pyrenejském poloostrově, v severní Africe, na Balkáně a v Itálii. Řím byl zkrášlen velkolepým komplexem Trajánova fóra, jež bylo mnohem prostornější než jiná císařská fóra. Třebaže základy byly položeny už za Domitiana, hlavní zásluha na jeho konečné podobě patřila Apollodórovi z Damašku. Fórum, umístěné mezi pahorky Quirinalem a Kapitolem, zahrnovalo sloupovím ohraničené náměstí, v jehož středu stála jezdecká socha císaře. K fóru přiléhalo dosud zachovalé Trajánovo tržiště, postavené z cihel. Za náměstím se nacházely Basilica Ulpia a dvě knihovny pro řecké a latinské svitky. Mezi knihovnami se tyčil Trajánův sloup s reliéfy spirálovitě se točícími vzhůru a vyobrazujícími historii dáckých válek. Na vrcholu sloupu se později skvěla Traianova socha, nicméně ve středověku byla odstraněna a v roce 1587 ji nahradila bronzová skulptura svatého Petra. Částečně na základech někdejšího Neronova Zlatého domu (Domus Aurea) na Esquilinu byly vytvořeny obrovské Trajánovy lázně. V roce 109 byl dokončen nový akvadukt, přivádějící na Janiculum čistou vodu z přibližně 60 kilometrů vzdáleného jezera Bracciano.
Nejvýznamnějším soudobým monumentem v Itálii byl vítězný oblouk v Beneventu z roku 114, na němž byl Traianus znázorněn jako císař vedoucí řádný civilní život. Silnice Via Traiana měla zabezpečit rychlejší spojení s přístavem Brundisium (Brindisi) na místo starobylé Via Appia. Mezi léty 106 až 113 Traianus dohlížel na budování nového přístavu v Ostii, při ústí řeky Tiberu. Primárním účelem tohoto přístavu bylo umožnit stálý a nerušený dovoz egyptského obilí do Říma. Nejpozoruhodnější stavební dílo mimo Itálii z období panování Traiana představoval most v Alcántaře v Hispánii, přetínající řeku Tagus (Tajo). Tento most náleží k hojným dokladům pozornosti, již císař věnoval zlepšování komunikací v římské říši.

### Rodinné poměry
Smrtí svého otce někdy před rokem 100 ztratil Traianus jediného blízkého mužského příbuzného. Jeho život byl tudíž úzce spjat s ženami, jež ho obklopovaly. Traianova manželka Pompeia Plotina pocházela z Gallie Narbonensis. Jejich svazek byl šťastný, nebyli ale obdařeni žádnými dětmi. Plotina přijala v roce 105 titul augusty a svého muže přežila o čtyři roky. Traianus pociťoval silnou náklonnost vůči své starší sestře Ulpii Marcianě. Ta obdržela titul augusty v téže době jako Plotina, a když v roce 112 zemřela, byla prohlášena za bohyni. Augustou se poté stala i Marciina dcera Matidia. Oběma těmto ženám zasvětil Traianův nástupce Hadrianus dvě baziliky a chrám na Martově poli. Matidiina dcera a Traianova praneteř Vibia Sabina se v roce 100 provdala za Hadriana. Plotině, Marcianě a Matidii příslušela ve veřejném životě státu důležitější role než jakékoli jejich předchůdkyni. Doprovázely císaře na jeho cestách a měly velký vliv na jeho rozhodnutí. Na četných monumentech po celé říši byla uváděna jejich jména vedle císařova.

### Smrt a následnictví

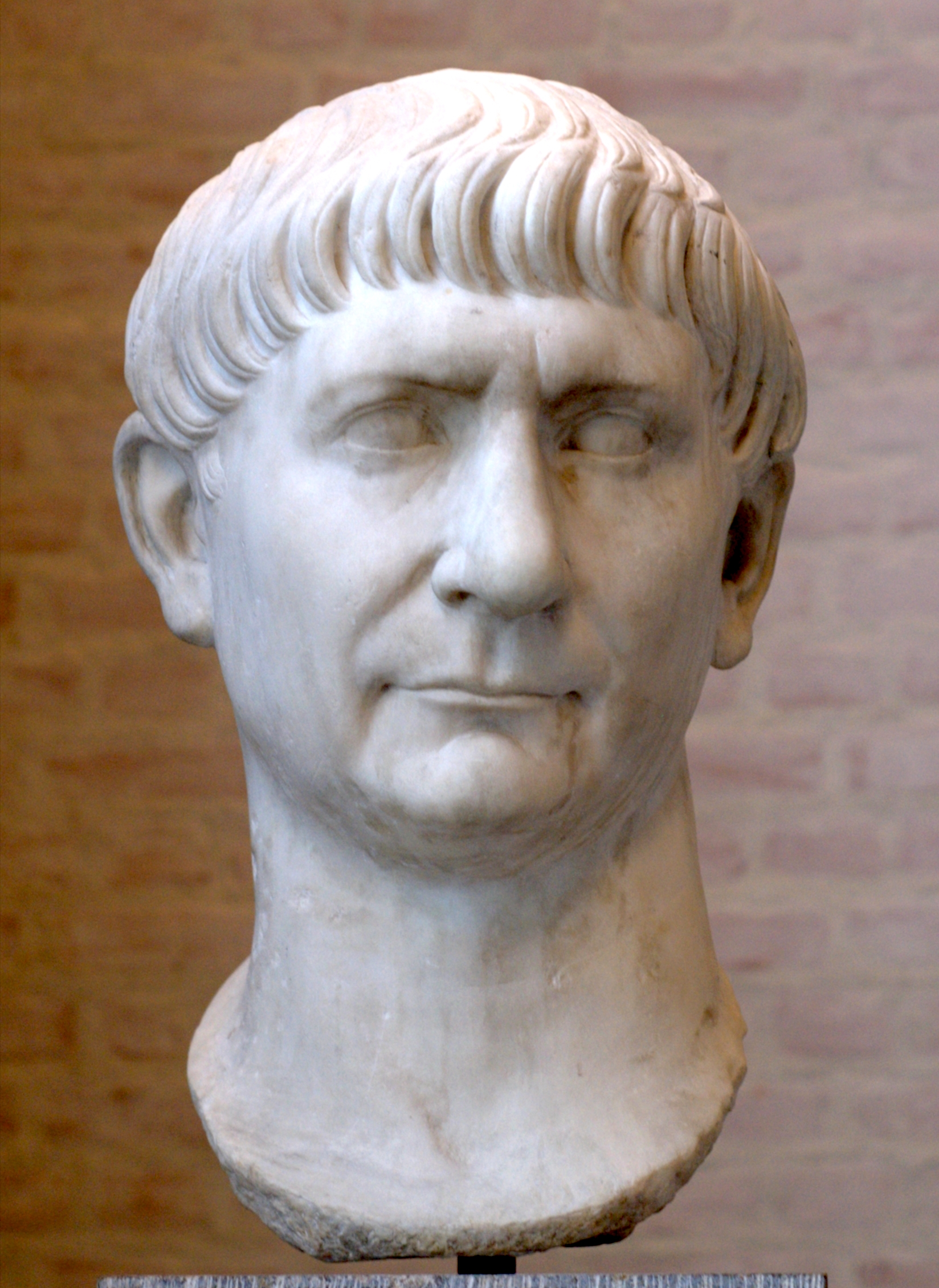
Traianova mramorová busta

Traianovo zdraví vážně utrpělo v důsledku nadměrného horka při dobývání mezopotámské Hatry. Císař, vyčerpaný tři roky trvajícím válčením, koncem roku 116 onemocněl a jeho stav se rychle horšil, kvůli čemuž se odebral zpět do Antiochie. V polovině roku 117 se odhodlal k návratu do Itálie, ovšem během cesty ho jeho podlomené zdraví v kilickém Selinúntu (Gazipaşa) definitivně zradilo a 9. srpna podlehl mrtvici. Krátce před smrtí adoptoval svého příbuzného Hadriana, a tím ho určil za svého nástupce. Nelze zcela vyloučit, že Plotina a Matidia se vyslovily pro Hadriana až po Traianově skonu. Navzdory těmto zvěstem je třeba podotknout, že Hadrianus neměl žádného reálného konkurenta, jeho následnictví se jevilo naprosto logickým, a není proto důvod pochybovat o legitimitě jeho vlády. Nový princeps poskytl svému předchůdci všechny pocty obvykle prokazované zesnulým císařům. Traianus byl deifikován, přičemž po oficiálním povýšení mezi bohy znělo jeho jméno divus Traianus Parthicus. Jeho vítězství bylo oslaveno grandiózním triumfem a urna s jeho ostatky byla uložena do podstavce po něm pojmenovaného sloupu. Pohřbení uvnitř posvátných hranic města (pomerium) bylo jevem nevídaným, neboť Římané pochovávali své mrtvé mimo město.
Jeho nástup k moci označil Tacitus za počátek „nejblaženějšího věku“ (beatissimum saeculum) a tímto způsobem se jeho panování rovněž zapsalo do obecného povědomí. Traianova výtečná pověst zůstala do dnešních dnů bez poskvrny, ačkoli jeho poslední tažení nepřineslo trvalý úspěch. Přestože disponoval stejně ohromnou mocí jako Domitianus, nakládal s ní diametrálně odlišně. Obdivovaný lidem a uznávaný senátorskou aristokracií nemusel čelit žádným vnitřním potížím zásadnějšího charakteru, ani žádné opozici, či uchazeči o trůn. Ještě ve 4. století provázel senát každého nového císaře modlitbou, aby byl „šťastnější než Augustus, lepší než Traianus“ (felicior Augusto, melior Traiano). Pozdější christianizace Říma ještě pozvedla Traianův věhlas. Podle legendy měl papež Řehoř I. vzkřísit Traiana z mrtvých a pokřtít ho. Ve středověku platil Traianus za vzor spravedlivého vládce. Teologové, jako byl Tomáš Akvinský, o něm hovořili jako o příkladu ctnostného pohana. V Božské komedii vidí Dante Alighieri Traianova ducha spolu s jinými historickými a mytologickými postavami vynikajícími pro svou spravedlnost v Jovově nebi.

## Odkaz

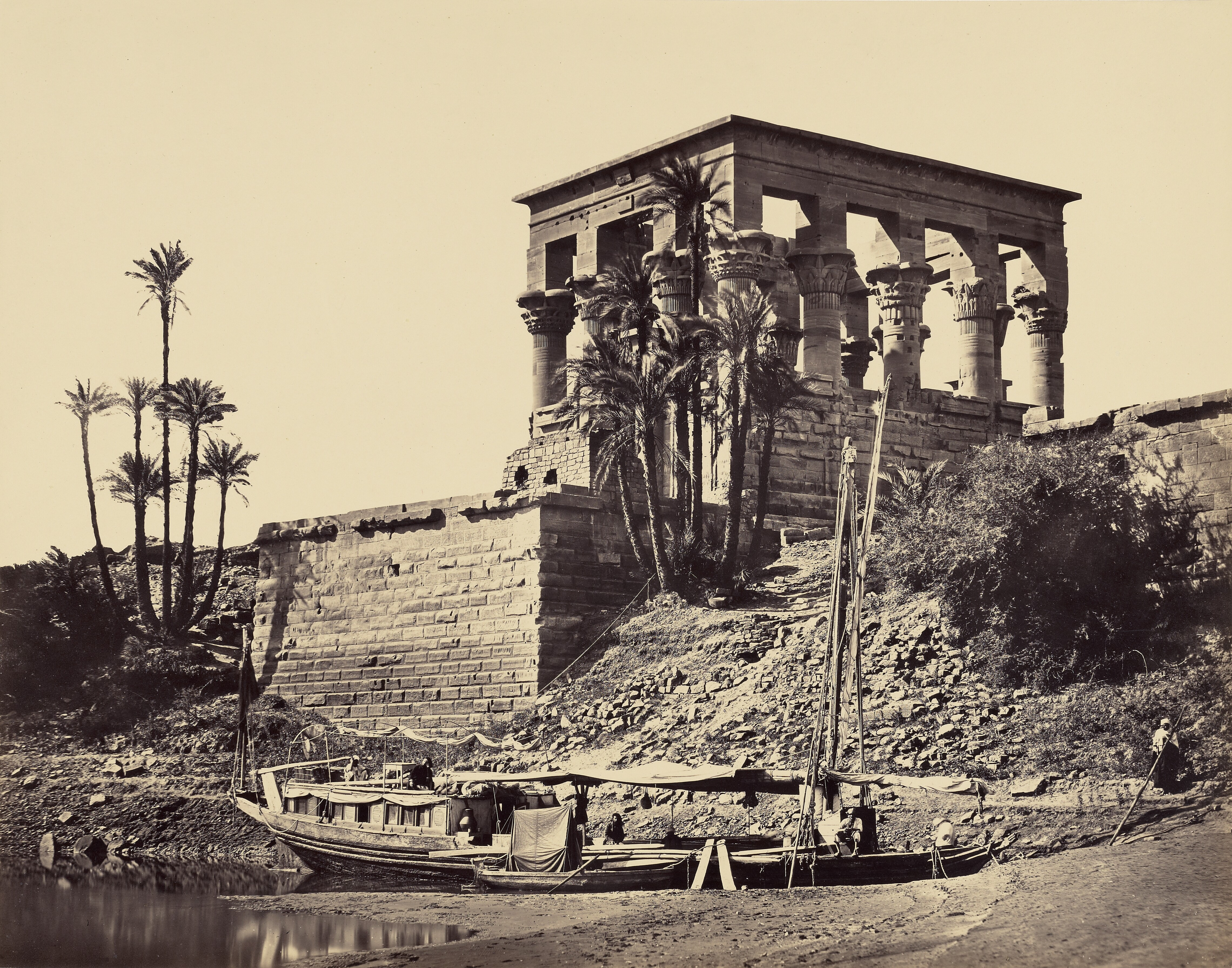
Trajánův kiosek, 1857, autor: Francis Frith

Traianus docílil senzačních vojenských vítězství, jež však s výjimkou Dácie zajistila Římu spíše krátkodobé územní zisky. Nicméně i přes svoji vojenskou angažovanost nevyřešil dva zásadní strategické problémy Římanů, jimiž byly příliš dlouhá a exponovaná hranice na severu a zranitelná hranice s parthskou říši. Třebaže eliminoval dácké nebezpečí a oslabil Parthy, nedokázal vymezit hájitelnější a udržitelnější obrannou linii říše. Traianus reorganizoval fungování státního mechanismu a díky svým přednostem a reputaci usnadnil provinciálům přístup k nejvyšším hodnostem. Přesto mu lze vytknout, že se nepokusil reformovat kořistnickou podstatu hospodářského a sociálního systému říše. Ačkoli nechal popravit dva význačné křesťany, nijak nepřekážel šíření tohoto hnutí, vystupujícího nepřátelsky vůči římskému státu. Traianus zdárně zdolal židovské rebely, nedokázal ovšem začlenit Židy do římské pohanské společnosti a dosáhnout trvalého smíru s nimi. Výsledkem bylo další, ještě zuřivější židovské povstání za Hadriana.
Hadrianus, jenž převzal velení nad legiemi na východě po Traianově odchodu z Mezopotámie, záhy rezignoval na politiku expanze. Pravděpodobně již na podzim 117 odvedl římské vojsko z Arménie a Mezopotámie zpět za Eufrat. Parthamaspates, Traianem dosazený loutkový král, uprchl nedlouho poté k Římanům. Na místo výbojů se Hadrianus soustředil na konsolidaci všeho, čeho bylo dosaženo. Nejtrvalejším Traianovým počinem se tudíž ukázalo dobytí a kolonizace Dácie. Přestože psané záznamy jsou velice řídké a místní provincie byla už ve druhé polovině 3. století vyklizena, latinský jazyk zde podle určitých teorií přetrval a vyvinul se v moderní rumunštinu. Traianovou vládou dále započalo dlouhé období stability a prosperity, neboť navázal na Nervovu přínosnou metodu předávání trůnu adopcí vybraného nástupce. Protože Hadrianus a jeho následovník pokračovali v nastolené tradici, bylo do čela státu postaveno několik vysoce kompetentních jedinců, známých jako adoptivní císaři.

### Primární
- Aurelius Victor (attributed). Epitome de Ceasaribus. Chapter 13 (anglicky)
- Cassius Dio. Roman History. Epitome of Book LXVIII (anglicky)

### Sekundární
- Traianus (Římské císařství)
- Traianus (stránky Antika) Archivováno 20. 2. 2009 na Wayback Machine.
- Rome in the Reign of Trajan (98-117 AD)[nedostupný zdroj] (anglicky)
- Trajan (De Imperatoribus Romanis) (anglicky)

| Předchůdce: Nerva | Znak z doby nástupu | Římský císař 98–117 | Znak z doby konce vlády | Nástupce: Hadrianus |